# Эрфуртская программа
Э́рфуртская програ́мма — первая и единственная программа Социал-демократической партии Германии, написанная с марксистских позиций К. Каутским (теоретическая часть) и Э. Бернштейном (практическая часть), и принятая на съезде в Эрфурте в 1891 году. Заменила Готскую программу, принятую в 1875 году и включавшую лассальянские теоретические влияния. С одной стороны, написанная под решающем влиянием Ф. Энгельса, программа полагала закономерным превращение частной собственности на средства производства в социалистическую, главной целью партии указывала завоевание политической власти пролетариатом, с другой — Энгельс же и критиковал программу, так как там не ставилась задача борьбы за демократическую республику и установление диктатуры пролетариата. В 1921 году на Гёрлицком съезде была заменена новой Гейдельбергской (оппортунистической) программой, провозгласившей отход от марксизма.
Роман Гуль в своей книге «Дзержинский (Начало террора)» Нью-Йорк, 1974, пишет, что именно прочтение Ф. Э. Дзержинским брошюры «Эрфуртской программы» совершило переворот в его сознании и переплавило его из католика в марксиста:

Дзержинский после фанатического исповедания католицизма и увлечения житием католических святых, внезапно «убив Бога», сошёлся с кружком гимназистов Альфонса Моравского и, прочтя брошюру «Эрфуртская программа», по собственному признанию, — «во мгновение ока стал ея адептом».
     Бог  католицизма  в  душе  Дзержинского сменился «Богом Эрфуртской программы». И опять везде, среди братьев и сестёр, товарищей,  родных, знакомых Феликс Дзержинский стал страстно проповедывать свои новые революционные взгляды, принципы атеизма и положения марксизма.